# Liste der Monuments historiques in Le Tholy
Die Liste der Monuments historiques in Le Tholy führt die Monuments historiques in der französischen Gemeinde Le Tholy auf.

## Liste der Immobilien
| Bezeichnung      | Beschreibung                           | Standort                     | Kennzeichnung | Schutzstatus | Datum | Bild           |
| ---------------- | -------------------------------------- | ---------------------------- | ------------- | ------------ | ----- | -------------- |
| Kirche St-Joseph | Kirchenfenster von Gabriel Loire, 1946 | Rue Charles de Gaulle (Lage) | PA88000056    | Inscrit      | 2014  | weitere Bilder |

## Liste der Objekte
| Bezeichnung         | Beschreibung                  | Standort                       | Kennzeichnung | Schutzstatus | Datum | Bild |
| ------------------- | ----------------------------- | ------------------------------ | ------------- | ------------ | ----- | ---- |
| Schutzmantelmadonna | Holz, farbig gefasst, um 1760 | in der Kirche St-Joseph (Lage) | PM88000922    | Classé       | 1951  |      |